# Carl Wirtanen
Carl Alvar Wirtanen (11. listopadu 1910, Kenosha, Wisconsin, USA – 7. března, 1990, Santa Cruz, Kalifornie) byl americký astronom, objevitel komet a planetek, který pracoval na Lickově observatoři.
Objevil periodickou kometu 46P/Wirtanen a také osm planetek, včetně planetky Apollonovy skupiny (29075) 1950 DA, která může mít nezanedbatelnou pravděpodobnost dopadu na Zemi v roce 2880. Objevil rovněž další dvě planetky z této skupiny 1685 Toro a 1863 Antinoos. Na základě Shaneovy–Wirtanenovy přehlídky byl v roce 1954 publikován Shaneův-Wiratnenův katalog galaxií.
Wirtanen má finské předky.
Asteroid 2044 Wirt objevený samotným Wirtanenem na Lickově observatoři v roce 1950, byl pojmenován Wirtanenovým jménem v roce 1981. Název navrhl jeho kolega Arnold Klemola.